# Lunas (Dordonha)
Lunas é uma comuna francesa na região administrativa da Nova Aquitânia, no departamento Dordonha. Estende-se por uma área de 16,5 km². Em 2010 a comuna tinha 408 habitantes (densidade: 24,7 hab./km²).